# 飯谷村
飯谷村（いいたにむら）は福島県河沼郡にあった村。現在の柳津町の只見川以西にあたる。

## 地理
- 河川：只見川

## 歴史
- 1889年（明治22年）4月1日 - 町村制の施行により、飯谷村、小椿村、藤村の区域をもって発足。
- 1921年（大正10年）5月1日 - 柳津村・倉戸村と合併し、改めて柳津村が発足。同日飯谷村廃止。

## 交通

### 道路
- 越後街道 （現・国道49号）